# Elmira Syzdykova
Elmira Syzdykova (en kazajo: Эльмира Сыздықова; 5 de febrero de 1992) es una deportista kazaja que compite en lucha libre.
Participó en los Juegos Olímpicos de Río de Janeiro 2016, obteniendo una medalla de bronce en la categoría de 69 kg. Ganó tres medallas en el Campeonato Asiático de Lucha entre los años 2014 y 2016.

## Palmarés internacional
| Juegos Olímpicos    | Juegos Olímpicos        | Juegos Olímpicos  | Juegos Olímpicos |
| Año                 | Lugar                   | Medalla           | Categoría        |
| ------------------- | ----------------------- | ----------------- | ---------------- |
| 2016                | Río de Janeiro (Brasil) | Medalla de bronce | 69 kg            |
| Campeonato Asiático |                         |                   |                  |
| Año                 | Lugar                   | Medalla           | Categoría        |
| 2014                | Astaná (Kazajistán)     | Medalla de bronce | 69 kg            |
| 2015                | Doha (Catar)            | Medalla de plata  | 69 kg            |
| 2016                | Bangkok (Tailandia)     | Medalla de plata  | 69 kg            |